# Palazzo Penci
Palazzo Penci è uno storico edificio di Rivarolo Mantovano, in provincia di Mantova.

## Storia
La possente mole del palazzo, edificato a fine Cinquecento ma rimasto incompiuto, chiude piazza Finzi sul lato meridionale. Spicca il porticato che percorre tutto il piano terra e ricorda la Galleria degli Antichi presente a Sabbioneta. Divenne la residenza di alcuni esponenti dei Gonzaga di Sabbioneta e Bozzolo dopo l'abbattimento del castello, completato da Scipione Gonzaga, marchese di Rivarolo.
Fu la residenza dei conti Penci, nobile famiglia di funzionari ed ecclesiastici al servizio dei Gonzaga di Bozzolo. il palazzo seguì la sorte del ducato di Mantova e passò agli austriaci e alla famiglia Badalotti, che operò una radicale trasformazione interna dell'edificio. Sono andati perduti lo scalone e il piccolo teatro. Seguì la devastazione operata dalle truppe napoleoniche.
Nel porticato si aprono attualmente alcuni negozi commerciali.